# Tayloria thomeana
Tayloria thomeana là một loài rêu trong họ Splachnaceae. Loài này được (Broth.) Broth. mô tả khoa học đầu tiên năm 1903.